# Parque eólico Valle de los Vientos
El parque eólico Valle de los Vientos es un parque eólico ubicado a 10 km de Calama, en la región de Antofagasta, Chile. 
Está compuesto por 45 aerogeneradores de 2 MW cada uno, con una capacidad total instalada de 90 MW y produce más de 200 GWh al año, evitando la emisión a la atmósfera de más de 165.000 toneladas de CO2. Funciona de manera conjunta con el parque solar Azabache de 60,9 MW, siendo la primera planta industrial híbrida del país.
El parque entró en operaciones en noviembre de 2013, aportando a la red eléctrica del Sistema Interconectado del Norte Grande  a través de la subestación de Calama. Su construcción consideró una inversión de 140 millones de dólares y se emplaza en terrenos fiscales entregados por el Ministerio de Bienes Nacionales a Enel Green Power a través de una concesión onerosa firmada por 25 años.